# Life's Too Short (aespa의 노래)
Life's Too Short는 2022년 6월 24일 발매된 대한민국의 걸 그룹 aespa의 노래이다. SM 엔터테인먼트와 워너 레코드를 통해 발매되었다. 이 노래는 그룹 최초로 온전히 영어로만 녹음되었다. Uzoechi Emenike, 베키 힐, 샘 클렘프너에 의해 쓰였고 클렘프너에 의해 프로듀싱되었다.

## 곡 목록
- Digital download / streaming[1]

1. "Life's Too Short (English Version)" – 2:58
2. "Life's Too Short" (Instrumental) – 2:58